# Župnija Hrpelje - Kozina
Župnija Hrpelje - Kozina je rimskokatoliška teritorialna župnija Kraške dekanije v škofiji Koper.

## Sakralni objekti
- - župnijska cerkev
- - podružnica

Od 1. januarja 2018  :
- - podružnica